# Kantaphon Wangcharoen
Kantaphon Wangcharoen (Thai: กันตภณ หวังเจริญ; * 18. September 1998 in Bangkok) ist ein thailändischer Badmintonspieler. 

## Sportliche Karriere
Kantaphon Wangcharoen belegte als ersten internationalen Erfolg Rang drei beim Smiling Fish 2015. Beim Thailand Masters 2017 wurde er Zweiter, ein Jahr später Dritter. 2021 qualifizierte er sich für die Olympischen Sommerspiele desselben Jahres.

## Erfolge
| Saison | Veranstaltung                    | Disziplin | Platz | Name                  |
| ------ | -------------------------------- | --------- | ----- | --------------------- |
| 2015   | Smiling Fish 2015                | MS        | 3     | Kantaphon Wangcharoen |
| 2016   | German Junior International 2016 | MS        | 1     | Kantaphon Wangcharoen |
| 2016   | Juniorenweltmeisterschaft 2016   | MS        | 3     | Kantaphon Wangcharoen |
| 2017   | Thailand Masters 2017            | MS        | 2     | Kantaphon Wangcharoen |
| 2017   | Thailandische Meisterschaft 2017 | MS        | 1     | Kantaphon Wangcharoen |
| 2018   | Thailand Masters 2018            | MS        | 3     | Kantaphon Wangcharoen |
| 2019   | All England 2019                 | MS        | 9     | Kantaphon Wangcharoen |
| 2020   | All England 2020                 | MS        | 17    | Kantaphon Wangcharoen |
| 2021   | All England 2021                 | MS        | 17    | Kantaphon Wangcharoen |